# Viri Galilaei
Viri Galilaei, è l'introito pasquale che appartiene alla liturgia della solennità dell'Ascensione del Signore. Lo stesso incipit appartiene anche all'offertorio sempre nella stessa celebrazione liturgica, a un alleluia e, per la liturgia delle ore, a un'antifona e a un responsorio. 

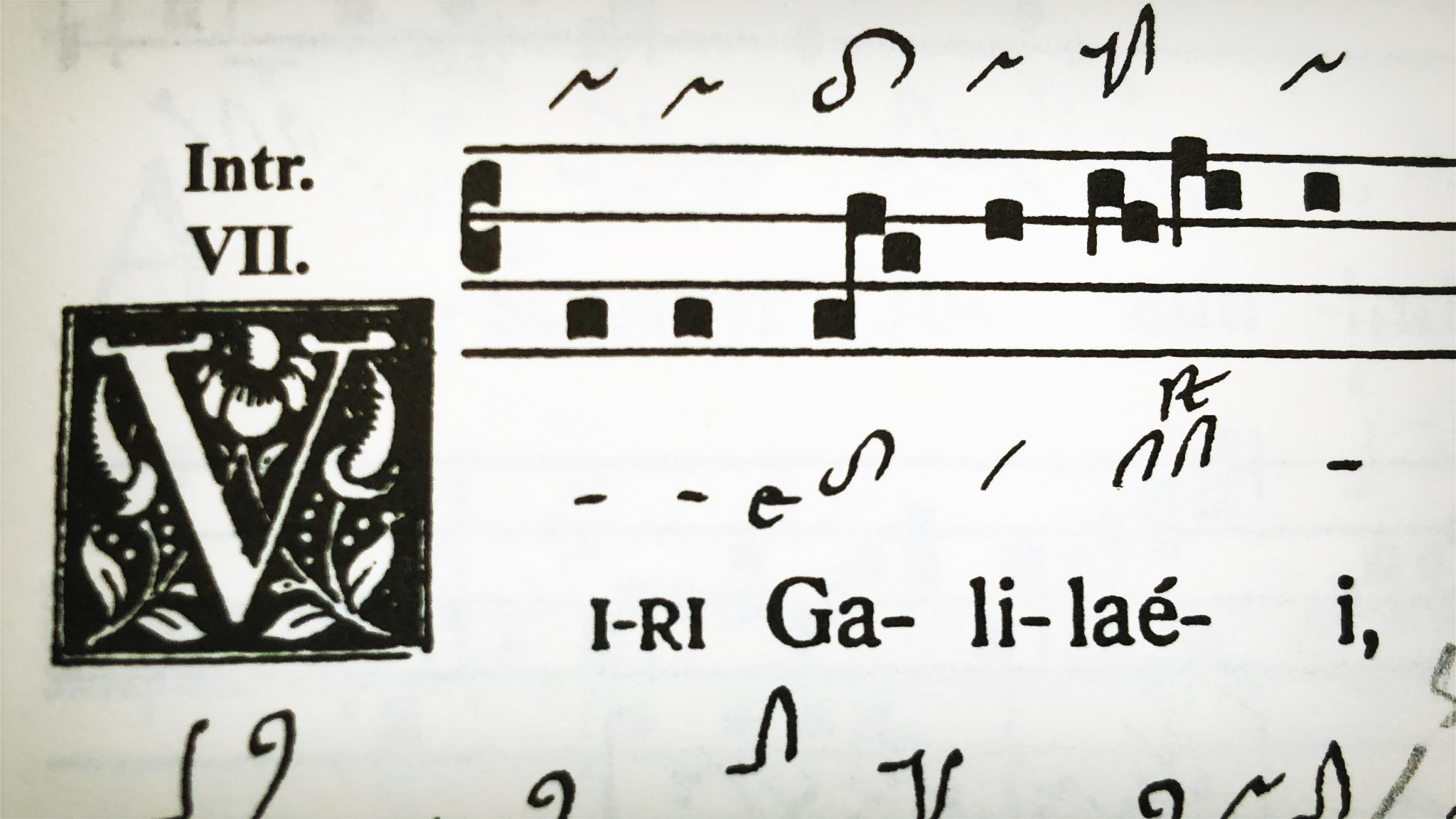
Incipit dell'introito Viri Galilaei dal Graduale Novum.

## Testo
quid admirámini aspiciéntes in cælum?

Quemádmodum vidístis eum

ascendéntem in cælum, ita véniet,
 
alléluia.

(Act 1,11)
Omnes gentes, pláudite mánibus: 

iubiláte Deo in voce exsultatiónis. 

(Ps. 46,2)»
perché fissate nel cielo lo sguardo?

Come l'avete visto salire al cielo,

così il Signore ritornerà». 

Alleluia 
 
(At 1,11)
Applaudite, o genti tutte:

acclamate Dio con canti e giubilo

(Sal 46,2).»

## Analisi
L'antifona introitale della solennità dell'Ascensione è stata concepita nel settimo modo: tetrardus authenticus. Secondo la tradizione e per il suo comportamento, questa modalità è quella definita angelica e ad essa sono affidati voli ed esplosioni di gioia. Non ci stupisce, allora, che proprio ad essa sia stata affidata la "descrizione" della scena narrata dalle parole del testo del canto (At 1,11). Il movimento ascendente del Cristo al Cielo è "traslitterato" in una salita neumatica che da sol, finalis del modo, raggiunge repentinamente la dominante: re.  Il "ritmo" della composizione è segnato da una certa corsività che frena alle parole: ita veniet. In corrispondenza di questa parte di testo, infatti, la melodia insiste sul do quasi come una corda di recita con una figura di amplificazione neumatica costituita da tre elementi. Questa pausa che nell'esegesi della composizione vuole evidenziare la fede nel ritorno del Cristo, è seguita da una discesa al sol che sembra quasi creare una grande inclusione dell'evento ammirato all'interno dell'ordinarietà del vissuto.

## La testimonianza di un Commentario medievale
L'introito Viri Galilaei è così presentato da Guglielmo di Auxerre nella sua Summa liturgica:
Quia uero de hoc est ineffabile gaudium de ascensione scilicet domini, ideo sequitur uersus: "omnes gentes plaudite manibus". Qui etiam habet parum fidei, ineffabiliter gaudet. Si enim christus ascendit, et nos ascendemus»
(Guillelmus Autissiondorensis, Summa de officiis ecclesiasticis, III.86.6-7)

## La solennità dell'Ascensione
(per una trattazione più ampia del tema si rimanda a: Ascensione di Gesù)
Nella Chiesa cattolica la celebrazione In ascensione Domini ha il grado di solennità ed è festa di precetto se la Conferenza Episcopale non ne ha, previa approvazione della Sede Apostolica, abolito l'obbligo (in tal caso la festa è trasferita alla domenica successiva.
Nei tre giorni che precedono l'Ascensione viene data la possibilità, secondo quanto indicato nell'adattamento del De benedictionibus a cura della CEI, di celebrare un triduo, noto anche come Rogazioni. La messa tridentina prevede, in questo "triduo" celebrativo lo sfilare professionalmente con il canto delle Litaniae minores e la celebrazione delle Missae de Rogationibus. L'Ascensione ha una celebrazione vigilare che prevede l'antifona introitaleRegna terræ.

### Storia liturgica
Agostino riporta che la celebrazione della Ascensio Domini in coelum è diffusa "Toto terrarum orbe" e, secondo il vescovo di Ippona, sarebbe stata istituita dagli stessi Apostoli o, da un successivo Sinodo generale sub-apostolico. Come il Righetti nota, questa ipotesi agostiniana è poco probabile giacché "nessuno dei Concili e degli scrittori ecclesiastici anteriori al IV secolo mostra di conoscerne l'esistenza". La testimonianza di Egeria, invece, testimonierebbe la commemorazione della Ascensione all'interno della festa di Pentecoste a Gerusalemme che sarebbe conservata sauna antica tradizione siriana di celebrare questa solennità proprio a Pentecoste.
A Roma, la celebrazione della Ascensione è testimoniata per la prima volta da papa Leone Magno quaranta giorni dopo la Pasqua. 
Pio V stabilì che in questa solennità, dopo il canto del Vangelo, venisse rimosso il Cero pasquale che, anticamente, era spento nella Dominica in albis. Nella tradizione ambrosiana, diversamente, veniva innalzato per simboleggiare il Cristo ascendente. 
A partire dal XV secolo venne introdotta un'ottava che fu poi soppressa da papa Giovanni XXIII nel 1955 in favore della novena di Pentecoste.

#### Proprioin Ascensione Domini

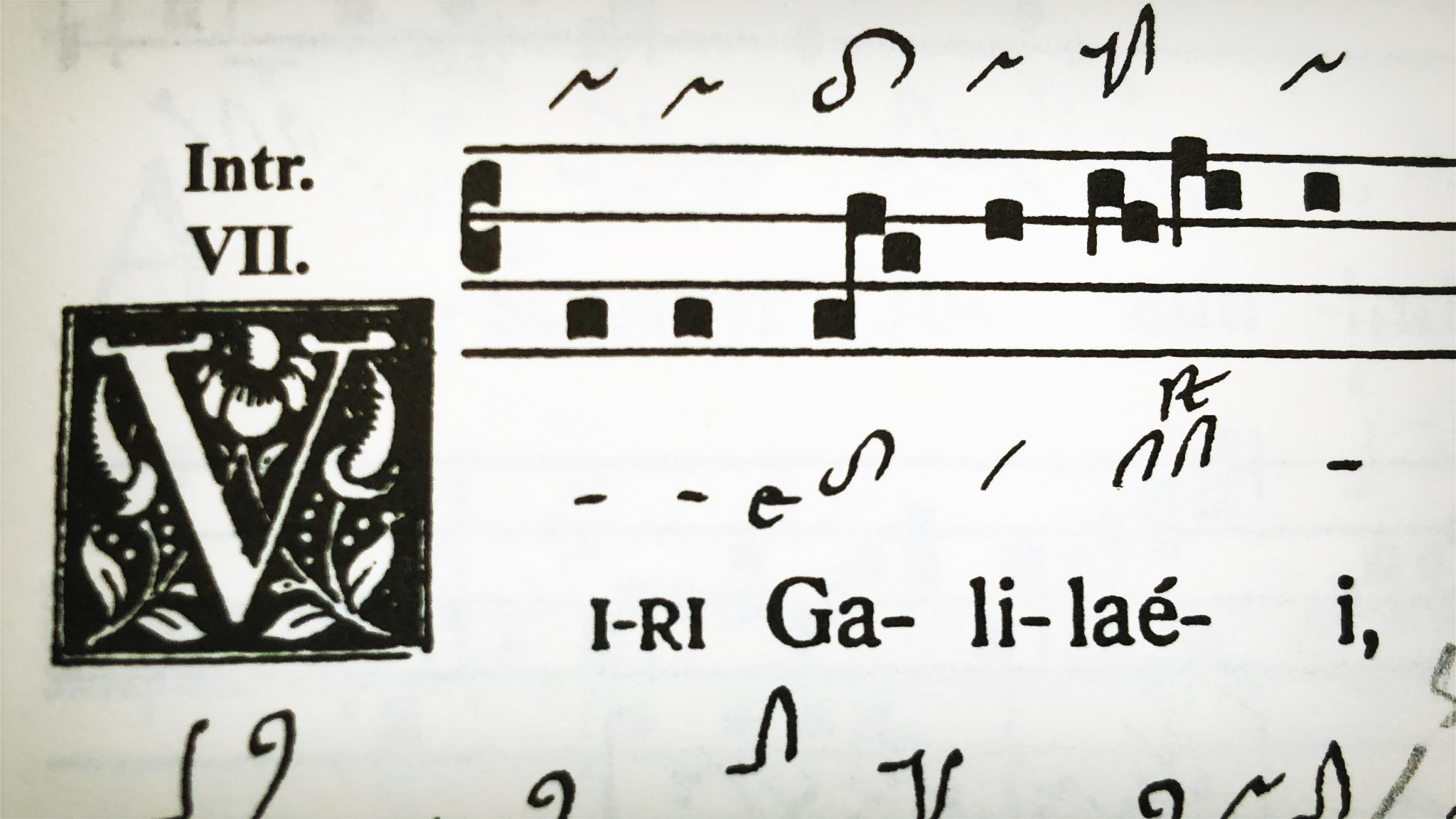
Incipit dell'introito Viri Galilaeli dal Graduale Novum.

Già al mercoledì che precede la feria V della sesta settimana dopo Pasqua, ha inizio, secondo la messa tridentina, il Tempus Ascensionis e troviamo In Ascensione Domini in I Vesperis. È prevista la Vigilia dell’Ascensione di N. Signore Gesú Cristo (II classe). Al giovedì ha luogo la Missa che può essere posticipata alla domenica. Il proprio della celebrazione, sostanzialmente simile nelle due forme, è riportato di seguito con l'indicazione T (Messale tridentino) o V (Messale del Vaticano II).
- Introito: Viri Galilaei[1] (V e T).
- Alleluia I: Ascendit[23] (V e T).
- Alleluia II: Viri Galilaei[4] (V).
- Alleluia II: Dominus in Sinai (T).
- Offertorio: Ascendit[24] (V e T)
- Offertorio ad libitum: Viri Galilaei[3] (V).
- Comunione: 
  - Anno A: Data est mihi (V).
  - Anno B: Signa (V).
  - Anno C: Psallite[25] (V e T che non prevede il ciclo triennale).

Sono testimoniate anche alcune sequenze per il giorno dell'Ascensione: Adest dies sanctus, Festum nunc celebre, Summi triumphum regis, Christus hunc diem e dei tropi per il Kyrie: Christus ascendit in caelis, Christus ascendit dulcibus hymnis.

### Testi di liturgia contemporanea
- Graduale Triplex, Moines de Solesmes, 1979 p.235
- Gregorien.info - Partitions, avec révision de la mélodie, Académie de chant grégorien
- Graduale Novum de Dominicis et Festis, GÖSCHL, Johannes Berchmans, et alii, 2011 p.209
- Graduale restitutum - gregor-und-taube.de, Anton STINGL, jun.

### Testi medievali
- Bamberg, Staatsbibliothek lit. 6 f. 48v Bavaricon p. 101
- Bamberg, Staatsbibliothek lit.7 f. 44v Incipit noté  Bavaricon p. 91
- Benevento, Biblioteca Capitolare 33 f.  96v
- Benevento, Biblioteca Capitolare 34 f.  178v
- Bruxelles, bibliothèque royale 10127-44 - Mont-Blandin AMS 102a
- Chartres, Bibliothèque municipale 47 - Graduel f. 36v
- Cambrai, Bibliothèque municipale 0075 (0076) - St-Vaast d’Arras f. 96r
- Cologny (Genève), Bibliotheca Bodmeriana C 74 - St. Cecilia in Trast. f. 99v
- Einsiedeln, Stiftbibliothek 121 f. 248
- Graz, Universitätsbibliothek 807 f.  124v
- Laon, Bibliothèque municipale 239 f. 127 Facsimilé p. 122
- Montpellier, Bibliothèque de l’Ecole de Médecine H 159 f. 42v 4.a; autre numérotation: 74
- Noyon, Château du Mont-Renaud - Mont-Renaud f.  26
- Paris, Bibliothèque nationale de France 776 - Albi f. 89
- Paris, Bibliothèque nationale de France lat. 903 - Saint-Yrieix f. 179
- Paris, Bibliothèque nationale de France lat 9434 - St-Martin de Tours f. 134v
- Paris, Bibliothèque nationale de France lat. 12050 - Ant. Corbie AMS 102a
- Paris, Bibliothèque nationale de France lat. 17436 - Compiègne AMS 102a
- Paris, Bibliothèque nationale de France lat 18010 - Gr. Corbie f. 28v
- Paris, Bibliothèque Sainte-Geneviève 111 - Senlis AMS 102a
- Roma, Biblioteca Angelica 123 - Angelica 123 f.  126
- Sankt-Gallen, Stiftsbibliothek 339 f. 121 Facsimilé p. 90
- Sankt-Gallen, Stiftsbibliothek 376 p. 219
- Zürich, Zentralbibliothek Rh. 30 - Gr. Rheinau AMS 102a